# Ludwig von Cavriani
Graf Ludwig Franz Xaver von Cavriani,  Freiherr von Unter-Waltersdorf (* 20. August 1739 in Wien; † 24. Dezember 1799 ebenda) war ein österreichischer Adeliger und Beamter.

## Leben
Ludwig (Franz Xaver Bernhard Leonard Josef) Graf von Cavriani war k. k. Kämmerer und wirklicher Geheimer Rat und k. k. Hofrat der Obersten Justizstelle. Von 1783 bis 1787 war er Gouverneur und Landeshauptmann von Mähren und 1787 bis 1790 oberster Burggraf und Gouverneur des Königreichs Böhmen. Er war Inhaber der Herrschaft Seibersdorf und Reisenberg. Außerdem erbte er von seinem Vater das Palais Cavriani in Wien.
Mit seiner Frau Johanna Nepomucena Gräfin Nowohradsky von Kollowrat (Novohradský z Kolovrat) hatte er elf Kinder. Beide wurden nach ihrem Tod am Friedhof in Reisenberg beigesetzt.